# Meïdhi Khelifi
Pour les articles homonymes, voir Khelifi.
Meïdhi Khelifi est un fondeur algérien né le 1er septembre 1992  dans les Pyrénées-Orientales en France.
Possédant la double nationalité franco-algérienne, il participe comme seul représentant algérien aux Jeux olympiques d'hiver 2010 de Vancouver. Il se classe à la 84e place.

## Jeux olympiques d'hiver de 2010
Meïdhi Khelifi n'avait alors que 17 ans et était le plus jeune de tous les olympiens. Son entraîneur, Denis Boissière, mentionna qu'il avait un dossard élevé et il est donc parti dans des conditions de neige très peu favorables.
| Place | Nation    | Athlète           | Temps         | Retard sur le 1er |
| ----- | --------- | ----------------- | ------------- | ----------------- |
| 83e   | Inde      | Tashi Lundup      | 41 min 36,8 s | +8 min 0,5 s      |
| 84e   | Algérie   | Meïdhi Khelifi    | 41 min 38,5 s | +8 min 2,2 s      |
| 85e   | Macédoine | Darko Damjanovski | 41 min 48,2 s | +8 min 11,9 s     |

## Coupe du monde
Meïdhi Khelifi participe à deux épreuves de coupe du monde, lors de la saison 2012-2013 à Davos, où il termine 72e d'un sprint et 85e d'un quinze kilomètres.